# Gradska vijećnica u Bremenu
Gradska vijećnica u Bremenu je sjedište predsjednika Senata i gradonačelnika Slobodnog hanzeatskog grada Bremena. To je jedan od najznačajnijih primjera gotičke arhitekture od opeke u Europi. U srpnju 2004. god., uz Bremenskog Rolanda, zgrada je upisana na UNESCO-ov popis mjesta svjetske baštine u Europi. U zgradi, i ispred nje, održava se anualni gradski banket - Bremer Schaffermahl.

## Povijest
Stara gradska vijećnica izgrađena je između 1405. i 1409. god. Od 1595. do 1612. god., arhitekt Luder von Bentheim je obnovio njenu strukturu i stvorio novu fasadu koja gleda na trg. Izgrađena u stilu Weserske renesanse (lokalna varijacija), fasada ima značajke arhitekture nizozemske renesanse, kao u djelima Hansa Vredemana de Vriesa, Hendrika Goltziusa i Jacoba Florisa. Između 1909. i 1913. god., Münchenski arhitekt Gabriel von Seidla izgradio je produžetak na stražnjem dijelu zgrade u stilu neo-renesanse. Prekrivajući daskama vanjske zidine, građani Bremena su uglavnom uspjeli zaštiti zgradu od bombardiranja u Drugom svjetskom ratu koji je uništio više od 60% od grada. 
Gradska vijećnica je nekoliko puta obnovljena, a posljednja rekonstrukcija bila je 2003. god.

## Odlike
Gradska vijećnica stoji na tržišnom trgu povijesnog centra grada, aispred nje nalazi se slavna skulptura Rolanda. Nasuprot trga nalazi se Gospodarska komora, a na desno je Bremenska katerdala i moderne zgrade parlamenta, dok se lijevo nalazi Gospina crkva. Na zapadnoj strani trga nalazi se skulptura „Bremenski glazbenici“ Gerharda Marcksa (prema basni braće Grimm).
Bremer Ratskeller je kuća u podrumu zgrade u kojoj se nalazi jedna od najstarijih bačvi vina u Njemačkoj, izrađena 1653. god. U zgradi se također nalaze znamenite prostorije kao što su: Gornja vijećnica, Zlatna komora (ovu malu sobu, ugrađenu u gornju sobu 1595. god., je preuredio 1905. god. Heinrich Vogeler u čistom stilu secesije. Sve pojedinosti i elementi, uključujući i kvaku na vratima, rešetku za žar, pozlaćeni luster i kožna pozadina su odabrane u tom stilu.), Bankena dvorana, Kamin soba, soba goblena, i Senatska dvorana u donjem dijelu vijećnice. Ova soba je zadržala svoj neokićen izvoran oblik za razliku od gornjih soba. Ona ima ravan strop, kameni pod, vidljive drvene grede, i krečasto bijele zidove. U ranijim vremenima, ona je služila kao tržnica za skupu robu poput začina i finih tkanina.

## Vanjske poveznice
- Službene stranice gradske vijećnice u Bremenu (engl.) (njem.)
- UNESCOve službene stranice

### Ostali projekti
|  | Zajednički poslužitelj ima još gradiva o temi Gradska vijećnica Bremena |